# Афанасьев, Кирилл (боксёр)
Кирилл Афанасьев (3 апреля 1992) — ирландский боксёр. Чемпион Ирландии (2018). Бронзовый призёр чемпионата Ирландии (2015, 2019, 2021).

## Любительская карьера
В октябре 2009 года завоевал серебряную медаль чемпионата Ирландии среди юношей до 21 года в тяжёлой весовой категории (до 91 кг).

### Чемпионат Ирландии 2015
Выступал в тяжёлой весовой категории (до 91 кг). В четвертьфинале победил Кристи Джойса. В полуфинале проиграл Бернарду О’Райли.

### Чемпионат Ирландии 2017
Выступал в тяжёлой весовой категории (до 91 кг). В четвертьфинале проиграл Джону Джо Макдоне.

### Чемпионат Ирландии 2018
Выступал в тяжёлой весовой категории (до 91 кг). В полуфинале победил Джейсона Барронса. В финале победил Кевина Шихи.

### Чемпионат Ирландии 2019
Выступал в тяжёлой весовой категории (до 91 кг). В полуфинале проиграл Энтони Брауну.

### Чемпионат мира 2019
Выступал в тяжёлой весовой категории (до 91 кг). В 1/32 финала победил австралийца Остина Аокусо. В 1/16 финала проиграл болгарину Радославу Панталееву.

### Чемпионат Ирландии 2021
Выступал в тяжёлой весовой категории (до 92 кг). В полуфинале проиграл Мартину Скальски.

## Титулы и достижения
- 2009  Серебряный призёр чемпионата Ирландии среди юношей до 21 года в тяжёлом весе (до 91 кг).
- 2015  Бронзовый призёр чемпионата Ирландии в тяжёлом весе (до 91 кг).
- 2018  Чемпион Ирландии в тяжёлом весе (до 91 кг).
- 2019  Бронзовый призёр чемпионата Ирландии в тяжёлом весе (до 91 кг).
- 2021  Бронзовый призёр чемпионата Ирландии в тяжёлом весе (до 92 кг).